# Nicole Reich de Polignac
Nicole Reich de Polignac (Marsella, 1965) es una ejecutiva bancaria de origen francés, radicada en México. Fue la primera mujer encargada de dirigir un banco en ese país cuando asumió la dirección ejecutiva del banco Scotiabank Inverlat. Su padre es de origen austriaco y su madre es argentina. En diferentes ocasiones fue considerada una de las mujeres más influyentes de México y de América Latina por revistas especializadas en economía.

## Trayectoria
Reich de Polignac es graduada en Ciencias de la Computación por el Instituto Tecnológico de Estudios Superiores de Monterrey. Posteriormente estudió una maestría en administración de empresas en el Instituto Tecnológico Autónomo de México (ITAM) y realizó estudios de posgrado en la Escuela de Negocios Kellog de la Universidad de Northwestern, en Estados Unidos.
En 1992 inició su carrera bancaria en Citigroup International, en donde ocupó diversos cargos relevantes en diferentes países de Latinoamérica durante su permanencia en el banco, por más de una década.
En 2005 comenzó su relación laboral con ScotiaBank Inverlat como directora general del banco en la República Dominicana. Dos años más tarde, en 2007, fue nombrada directora ejecutiva y presidenta del banco en México y se convirtió, así, en la primera mujer en dirigir un banco en ese país, además de haberlo sido en otros países:

Fui la primera mujer en manejar un banco en Perú, en Chile, en República Dominicana y en México. Tuve grandes obstáculos por ser mujer, tuve que aprender a moverme en ambientes que no eran tradicionalmente femeninos, tuve que aprender a ganarme mi lugar. Pero, al final del día, con resultados te lo ganas siempre.
Nicole Reich de Polignac, 2010

En 2010, además de los dos puestos que ejercía, se unió al equipo de dirección senior del banco y fue nombrada también "Vicepresidenta Senior".
Después de una trayectoria de casi 5, años considerada como exitosa debido al crecimiento obtenido para el banco, Reich de Polignac presentó su renuncia, la cual tenía efecto inmediato y, con ello, resultó sorpresiva para el sector bancario mexicano, ya que no concordaba con el protocolo del banco, donde los cambios de directivos pueden durar de un tres meses hasta medio año. En el momento de su retiro ocupaba la posición número dos del ranking de las 50 mujeres más poderosas de México, elaborado por la revista Expansión.

### Controversia en su retiro
El anuncio oficial del retiro de Nicole Reich de Polignac de la presidencia en México de Scotiabank se debió a que ya se había cumplido un ciclo en vida profesional en el sector financiero y a la búsqueda de otras oportunidades y retos profesionales, la forma abrupta de su retiro generó especulaciones acerca del mismo.

## Distinciones
Reich de Polignac ha recibido diversas distinciones a lo largo de su trayectoria:
En 2008 recibió la distinción "Carrera al Universo", la cual entrega el ITAM a sus alumnos destacados profesionalmente.
En 2009 fue condecorada por Michaëlle Jean, en ese entonces Gobernadora General de Canadá, con la "Medalla de Visita del Gobernador General". Esta medalla es entregada por la oficina del Gobernador general de Canadá en reconocimiento a la labor de promoción y de fomento de las relaciones entre México y Canadá.
En 2012 le fue entregado el reconocimiento "Flama, Vida y Mujer" por la Universidad Autónoma de Nuevo León, en el área de Desarrollo Empresarial.
De 2011 a 2012, con su retiro de Scotiabank, fue la primera y hasta esa fecha única mujer vicepresidenta de la Asociación de Bancos de México.